# Monte Muretto (Val Noce)
Il monte Muretto (876 m s.l.m.) è una montagna che si trova tra la Val Lemina e la Val Noce in Piemonte.

## Caratteristiche
La montagna costituisce una prima elevazione di un certo rilievo tra la Val Lemina e la Val Noce a nord dell'abitato di Pinerolo. Poco sotto la vetta si trova la Rocca Vautero.
Nei pressi della vetta è costruito una cappella dedicata alla Madonna della Neve.

## Salita alla vetta
Numerosi sono i sentieri che portano alla vetta. Si può partire da Roletto oppure da Talucco o Costagrande, frazioni di Pinerolo.

### Cartografia
- 6 - Pinerolese Val Sangone, scala 1:25.000, ed. Fraternali
- 17 - Torino Pinerolo e Bassa Val di Susa, scala 1:50.000, ed. IGC - Istituto Geografico Centrale